# 육신전
육신전(六臣傳)은 조선 숙종 때 남효온(南孝溫)이 지은 사육신의 전기이다. 내용은 사육신의 생활·행동 및 고문을 받을 때의 사실 등을 기록했다.